# St-Romain (Mazérac)

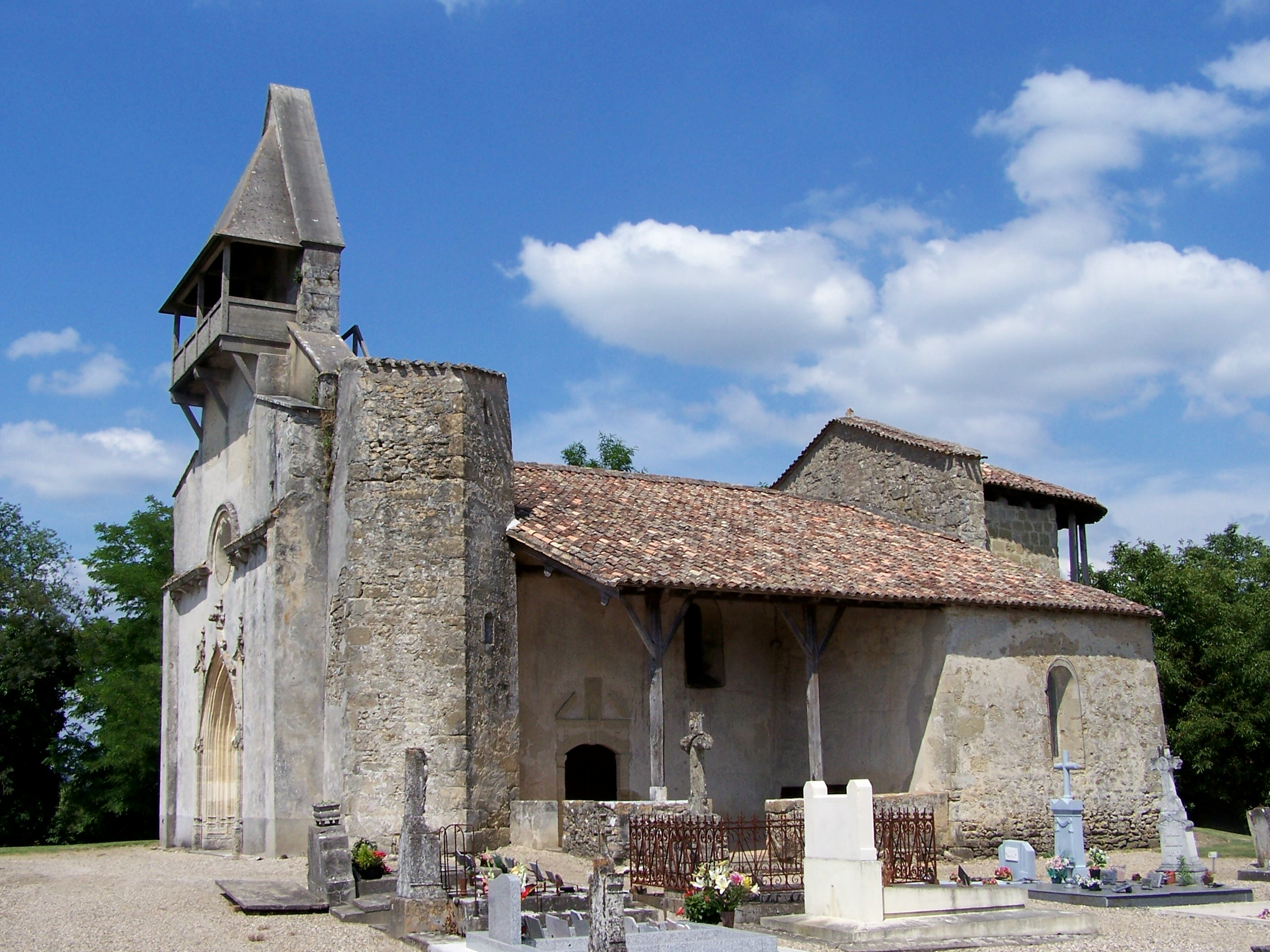
Kirche St-Romain in Mazérac

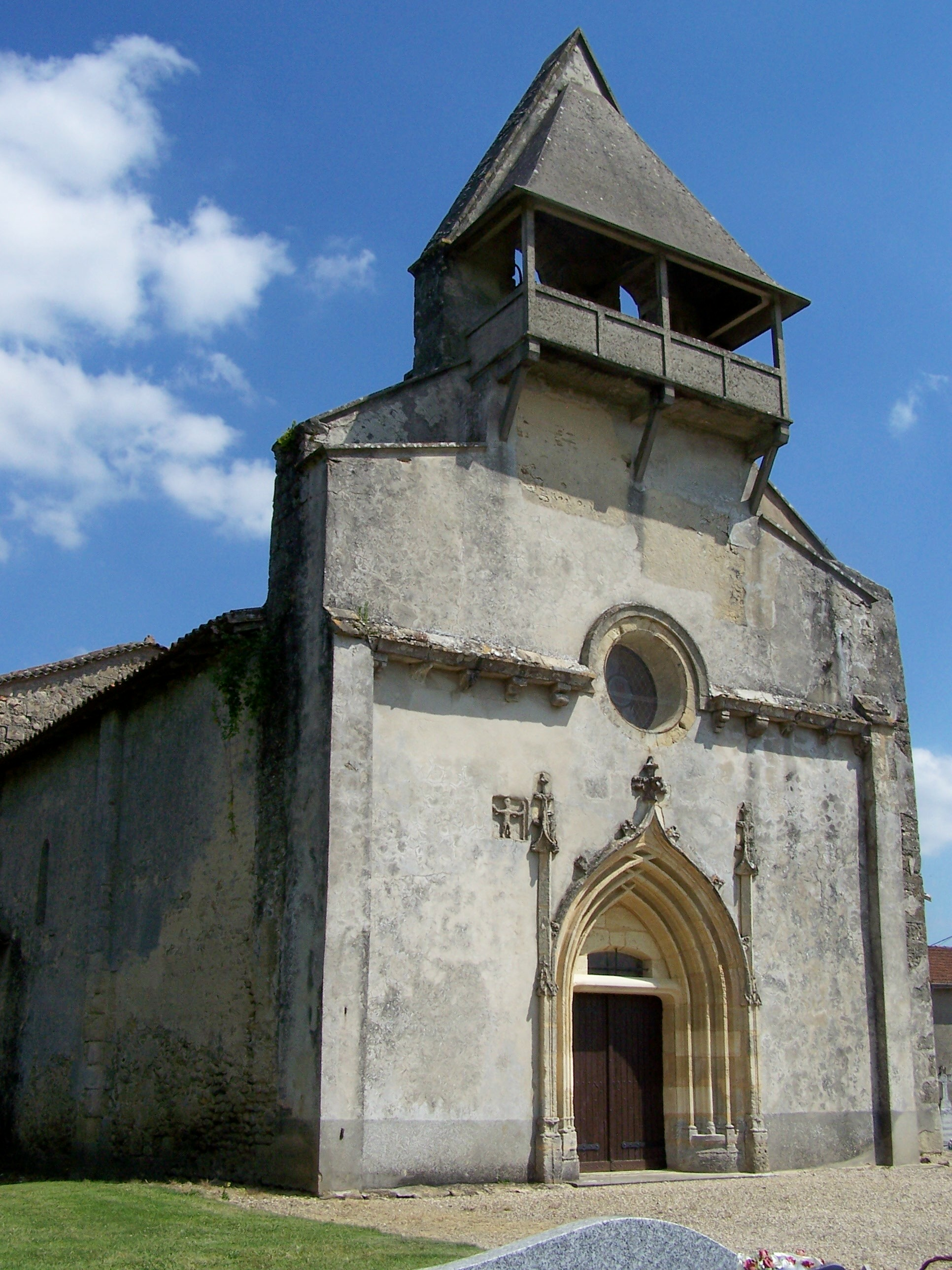
Westfassade mit Portal

Die katholische Kirche St-Romain in Mazérac, einem Ortsteil der ehemaligen französischen Gemeinde Castets-en-Dorthe im Département Gironde in der Region Nouvelle-Aquitaine, wurde im 12. Jahrhundert errichtet.
Die Kirche inmitten des Friedhofs ist seit 1925 als Monument historique klassifiziert.
Der offene Glockengiebel mit einem Vorbau als Schutz wird von mächtigen Strebepfeilern flankiert. Die halbrunde Apsis mit Rundbogenfenstern besitzt Kragsteine, die teilweise skulptiert sind. Über dem Apsisdach erhebt sich eine offene Holzkonstruktion, die ungewöhnlich ist.